# 瓦爾登堡 (阿肯色州)
瓦爾登堡（英語：Waldenburg）是一個位於美國阿肯色州波因塞特縣的城鎮。

## 地理
瓦爾登堡的座標為35°33′58″N 90°56′02″W / 35.56611°N 90.93389°W，而該地的平均海拔高度為73米（即240英尺）。

## 人口
根據2020年美國人口普查的數據，瓦爾登堡的面積為0.35平方千米，皆為陸地。當地共有人口53人，而人口密度為每平方千米151人。